# Iglesia de Santa María Magdalena (Lécera)
La iglesia de Santa María Magdalena es una iglesia de estilo mudéjar de la localidad aragonesa de Lécera (España).
En 2002 fue declarada Bien Catalogado del Patrimonio Cultural Aragonés.
Construida en dos etapas, se adscribe a la tipología de iglesia mudéjar de una sola nave con cabecera poligonal y capillas adosadas a ambos lados de la nave. El aspecto actual es el resultado de una serie de importantes transformaciones realizadas sobre todo durante el siglo XVII que amplían considerablemente el espacio interior del templo. El edificio se levanta sobre una planta de tres naves, de tres tramos cada una, (la central de mayores dimensiones), crucero y cabecera poligonal de cinco lados. En el lado sur del crucero se adosó en 1686 la capilla de Santa Cenobia patrocinada por Juan Crisóstomo Muniesa; el coro se dispuso elevado a los pies. Se cubrió con bóveda de crucería en la cabecera y el primer tramo de la nave, gran cúpula semiesférica ovalada elevada sobre pechinas en el crucero, bóvedas estrelladas de terceletes y combados en el segundo y tercer tramo y bóvedas de paños sobre trompas aveneradas en las naves laterales. Destaca especialmente toda la decoración de yeserías y esgrafiados de época barroca que ocultó prácticamente toda la decoración de estilo mudéjar. En el exterior, sobre el gran volumen del cuerpo de naves, destaca la torre adosada al muro de los pies.

## Torre

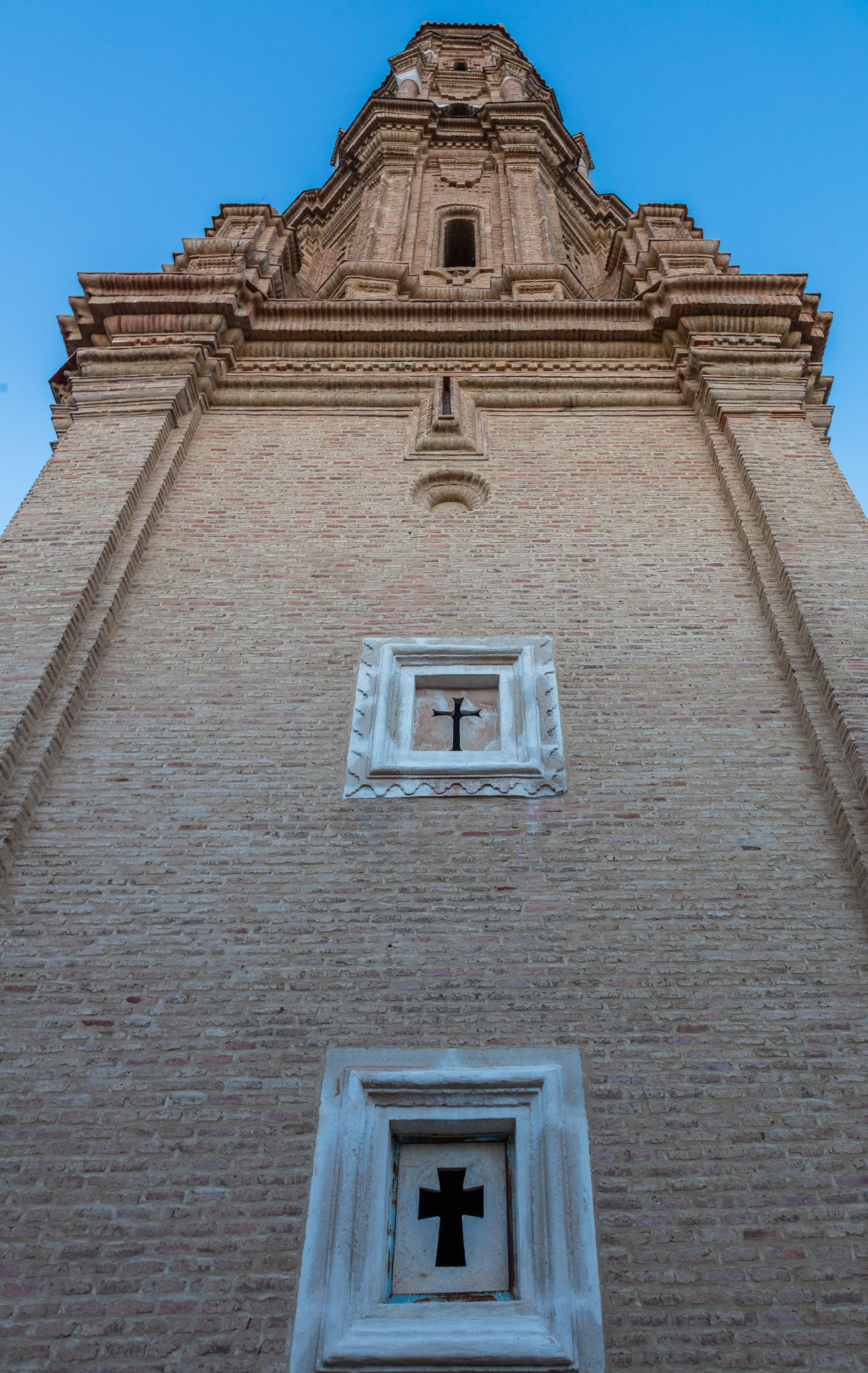
Vista del campanario desde la base

Consta de cuatro cuerpos, ligeramente retranqueados, el primero de planta cuadrada, el resto de planta octogonal; se articulan mediante pilastras en las aristas, excepto el tercer cuerpo que lo hace mediante columnas. El paso de un cuerpo a otro se resuelve mediante la disposición de torrecillas en los ángulos y la separación entre los mismos se establece a través de potentes entablamentos. La decoración se concentra en los tres cuerpos superiores, en donde alternan, en cada una de las ocho caras, vanos en arco de medio punto enmarcados por diversas molduras con paños de decoración geométrica de cruces y rombos, acompañados de bandas de columnillas y frisos de esquinillas.